# Tesauro (diccionario)
Un tesauro o tesoro, durante el Renacimiento, es un diccionario de palabras en lenguas antiguas. Debe distinguirse de lo que entonces se llama tesauro lexicográfico o un Tesauro documental.

## Definición

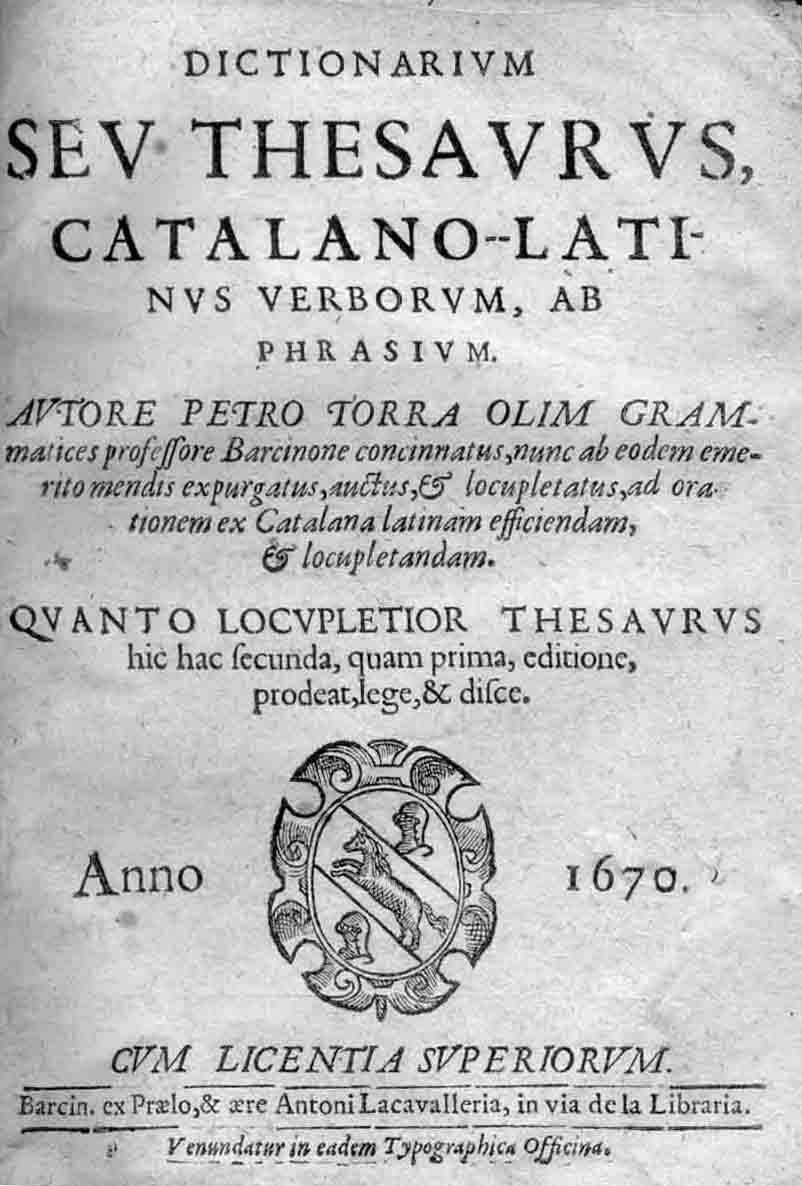

Sinónimo de Diccionario (Dictionarium): Dictionarium seu Thesaurus... de los siglos XVI al XVIII .
Durante el Renacimiento, el tesauro es una palabra que procede del griego thesauros, y traducción latina de la palabra tesoro, es un diccionario de palabras en lenguas antiguas, quedando la palabra tesoro reservada para la lengua entonces contemporánea, el español.
La primera mención del vocablo "tesoro", fue en la enciclopedia Livre du trésor por Brunetto Latini, escritas entre 1260 y 1267.  En España se menciona por primera vez este vocablo en la Compilado Malor o In excelsis Dei Thesaurus, escrita por obispo de Huesca Vidal de Canellas entre 1247 y 1252.
Los primeros tesauros fueron los de la familia Estienne, Robert Estienne, impresor y librero del Rey de Francia, y Henri Estienne, y vecinos de diccionarios griegos y latinos como el Dictionnarium Latino-Gallicum (1538), el Dictionnaire françois-latin, (1540 ). Este nombre puede haber sido tomado prestado de Hesíodo ". El lenguaje es un tesoro de palabras. »  porque la palabra tesauro ya existía en el campo de la enciclopedia en la literatura medieval (ver Tesauro:homonimia) o significando como hoy una colección de textos.

## Ejemplos

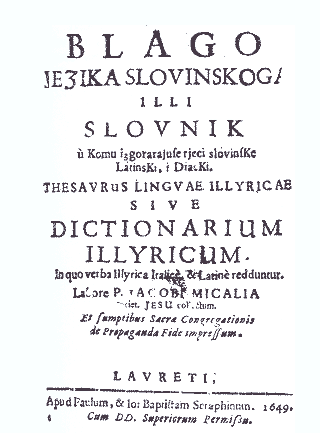

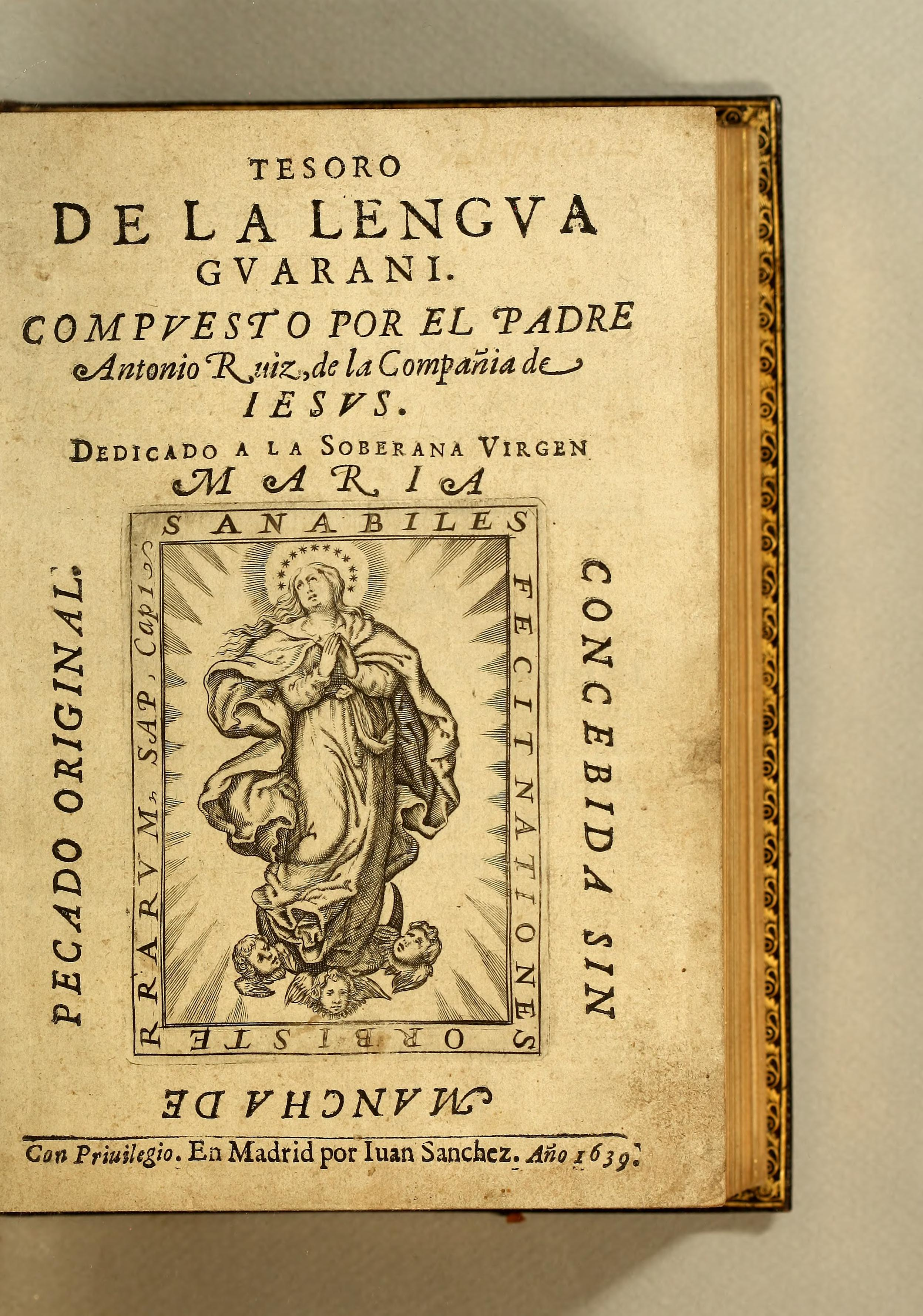

- Thesaurus Latinae Linguae de Robert Estienne realizado entre 1528 - 1543 « Las palabras y secuencias fraseológicas se dan con una interpretación y un ejemplo tomado de un autor clásico. » [6]
- Tesauro Maximus Graecae Linguae, H. Estefa. , 1572, Henri Estienne 4 vols. en seguimiento [7]

Podían ser bilingües, trilingües o multilingües, por lo que les seguían otros tesauros, por ejemplo :

### Tesauros antiguos
- Thesaurus Linguae Hebraicae de Sanctes Pagnino (1549)[8].
- Thesaurus vocum omnium lat., graec, gall. Morel G Lyon 1573.
- Thesaurus Theutonicae linguae (1573), Cristóbal Plantino, Thresor du langage Bas-Alman, dict vulgairemcnt Flameng, traduict en François & en Latin.Dictionnaire flamenco-français-latín.
- Thesaurus linguarum  v. 1600 Decimator, H., (lat., grec., heb., gall., ital., germ.) Magdebourg
- Políglota : Thesaurus polyglottus, vel Dictionarium multilingue, exquadringentis circiter tam veteris quam novi (vel potius antiquis incogniti) orbis nationum linguis, dialectis, idiomatibus et idiotismis constans. De Hieronyme Megiser. Fráncfort del Meno, 1603.
- Thesaurus novus calepinus quator idiomatum voces, Mario Nizolio, 1606, (Venecia).
- Thesaurus polonolatinograecus, seu Promptuarium linguae latinae et graecae Polonorum usui accommodatum de Gregoire Cnapius Cracoviae : Imp. F. Cesarii, 1621.
- Thesaurus linguarum. Sumaran, J.-A., 1626 (Ingolstadt).
- Thesaurus linguæ arabicæ de Giggei, Milan, 1632, 4 vol. in-fol.
- Tesoro de la lengua guaraní por Antonio Ruiz de Montoya; Madrid, por Iuan Sanchez, 1639.
- Thesaurus arabico-syro-latinus R.P.F. Thomæ a Novaria, Index alphabeticus ad formam dictionarii pro Thesauro a P. F. Marco Bovelio Lucense, 1636.
- Thesaurus Lingvae Illyricae  (Loreto, 1649 ; Ancona, 1651) Giacomo Micaglia S.J.
- Thesaurus linguarum orientalium. Turcicae, arabicae, persicae, praecipuas earum opes à Turcis peculiariter usurpatas continens nimirum lexicon turcico-arabico-persicum ... quae Turcis ... communis usûs sunt, latinè, germanicè, italicè, gallicè, polonicè, quae non adeò vulgares ... latinè & italicè, quae porrò rariùs in usum veniunt ... latinè tantùm explicantur; et grammaticam turcicam cum ... grammaticis arabicae & persicae linguae ... (Vienne) 3 vol. Fol 1680 Meninski F.
- Thesaurus linguae bohemicae, hoc est lexicon plenissimum, grammatica accurata, idiotismorum elegantiae et emphases adagiaque  Comenius (manuscrit perdu ?).
- Thesaurus linguae bohemica quadripartitus, Rosa, Václav Jan. manuscript in the Narodni Museum, Prague.
- Thesaurus linguae armenicae, antiquae et hodiernae, cum varia praxios materia, cujus elenchum sequens pagella exhibet. Imprint Amstelodami, 1711 - Johann Joachim Schröder, 1680-1756. Contenu : I. Dissertatio de antiquitate, fatis, indole atque usu linguae armenicae.--II. Grammatica & prosodia antique lingua.--III. Confessio Ecclesiae armenicae latine reddita.--IV. Synopsis hodiernae civilis Armenorum linguae.--V. Dialogi tres de sacris, secularibus, & domesticis rebus Armenorum.--VI. Epistolographia, praxis grammatica & indices.
- Thesaurus hispano-latinus, utriusque linguae verbis et phrasibus abundans, P. Bartholomaeo Bravo... inventus, postea a Petro de Salas... Bravo, Bartolomé (S. J., Le P.) Barcinone : M. A. Marti viduae, 1757

En español, es el tesoro de las palabras, pero el tesoro es monolingüe, no el diccionario de sinónimos. :
- Tesoro de la lengua castellana o española, Sebastián de Covarrubias

### Tesauros contemporáneos
En la época contemporánea se sigue utilizando esta palabra aunque con poca frecuencia, para designar un diccionario bilingüe la mayor parte de las veces. :
- Thesaurus linguae gallicae Dictionnaire phraséologique de la langue française à l'usage des Français et des Russes et, en général, de tous ceux qui parlent et écrivent en français Pachalery, Anatole-Constantin, Odessa : mi. PAG. Raspopoff, 1897
- Tesauro japonicus; Japanese-Deutsches Wörterbuch, Lexikon der in der japanischen Sprache üblichen chinesischen Zeichen und ihrer Zusammensetzungen samt den verschiedenen Arten der Aussprache und den Bedeutungen , por el Dr. Rudolf Lange. Imprimir Berlín, G. Reimer, 1913 Lange, Rudolf, 1850-1933.
- Tesauro de la lengua yiddish Der oytser fun der Yidisher shprakh / fun Noḥem Stutshkov ; unter der redaktsye fun Maks Vaynraykh . Yidisher Visnshaftlekher Institut, 1950, Weinrich, Max, 1894-1969.
- Thesaurus linguae Tocharicae dialecti A. Inestigatorum Consilio Nationali Bohemo-slovaco adiuvante editus. Imprint Praha, Státní Pedagogické Nakladatelství, 1955. Poucha, Pavel.
- Tesauro linguae et sapientiae Germanicae / Georg Henisch. Imprint Hildesheim ; New York :GRAMO. Olms, 1973.
- Tesauro linguae Tschuvaschorum, Nikolaj Ivanovich Ashmarin. With an introd. by Gerhard Döerfer.

Ashmarin, Nikolai Ivanovich. Bloomington, Universidad de Indiana 1968
- Thesaurus linguae Etruscae  (Massimo Pallottino) 1978
- Thesaurus Tenda (dialecte africain)Marie-Paule Ferry - 1991 -dictionnaire ethnolinguistique de langues
- The American thesaurus of slang: a complete reference book of colloquial speech

Lester V. Berrey, Melvin Van den Bark - 1953 y Howard N Slang Thesaurus . Rose - 1972 y luego Slang Thesaurus, Albert E. Lewin - 1997.
- Trésor du Breton parlé por Jules Gros
- Thesaurus linguae Dravaenopolabicae, Reinhold Olesch. Köln : Böhlau Verlag, 1983-1987.
- Thesaurus linguae Gallicae / Pierre-Henri Billy. Billy, Pierre-Henri.

Hildesheim : Olms-Weidmann, 1993.
- Thesaurus of Khmu dialects in southeast Asia. Suwilai Prēmsīrat. Imprint Salaya (Thailand) : Institute of Language and Culture for Rural Development, Mahidol University, 2002
- Kālidāsakoṣaḥ, Thesaurus of Kālidāsa / H.L. Shukla, In Sanskrit; includes passages in Hindi, Delhi : B.R. Pub. Corp., 2004

El Thesaurus Linguae Latinae (ThLL o TLL) es un diccionario de latín iniciado en 1894 y cuya producción no ha finalizado.

## homonimia
El Thesaurus Linguae Graecae (TLG) es un centro de investigación de la Universidad de California, Irvine. Es una colección de textos griegos y no un diccionario.

## Apéndices
- Wikcionario  tiene definiciones y otra información sobre tesauro.

### Artículos relacionados
- Diccionario
- Antonio de Nebrija
- Sebastián de Covarrubias
- Jean Nicot
- Henri Estienne
- Robert Estienne
- Cristóbal Plantino
- Joaquín Ibarra
- Thesaurus Linguae Latinae

### Tesauros en línea en la red
- El tesoro por Jean Nicot
- Tesoro de la lengua castellana o española, por Sebastian de Covarrubias, 1611
- Tesoro de la lengua guaraní, por Antonio Ruíz de Montoya, 1639
- Tesoro de la lengua francesa, Douceur, 1606, en curso en wikisource
- Thesaurus græcæ linguæ
- Tesaurus linguae latinae sobre Gallica .

Contemporáneos :
- Thesaurus of English and Hindustani Technical Terms Used in Building and Other Useful Arts; and ScieRaverty George, BiblioBazaar, LLC, 2009 En ligne sur Google Livres
- Thesaurus tenda: dictionnaire ethnolinguistique de langues Volume 2 Par Marie-Paule Ferry Dictionnaire linguistique des langues sénégalo-guinéennes (Bassari, Bedik, Konyagi) Tome 2 : En línea sobre Google Libros

### enlaces externos
- Museo Virtual de Diccionarios Archivado el 26 de mayo de 2014 en Wayback Machine.
- Diccionarios/Fuentes
- Los diccionarios del siglo XVI al XVIII. Archivado el 31 de mayo de 2009 en Wayback Machine.
- Antiguos diccionarios multilingües y de lenguas extranjeras BNF
- Sitio web del Tesauro Linguae Latinae
- Diccionarios en la Europa moderna temprana: lexicografía y creación de patrimonio Por John Considine

### Artículo
Le mariage de Calepin et du Thesaurus, sous l'olivier de Robert Estienne, à Genève, en 1553 FURNO Martine ; « En 1553, l'imprimeur R. Estienne faisait paraître une édition revue et augmentée du dictionnaire de Calepin. Les ajouts étaient constitués d'extraits tirés du dernier «Thesaurus» de R. Estienne. L'A. examine la publication en y déterminant la part respective des deux lexicographes de manière à expliciter l'histoire des relations entre ces deux hommes et les raisons qui ont conduit Estienne à imprimer cet ouvrage », Bibliothèque d'Humanisme et Renaissance ISSN 0006-1999 2001, vol. 63, no3, pp. 511-532 [22 páginas (artículo INIST Archivado el 4 de marzo de 2016 en Wayback Machine.)
- Datos: Q109045853